# Hassoun Camara
Hassoun Camara (Noisy-le-Sec, 3 febbraio 1984) è un ex calciatore francese di origini senegalesi.

## Carriera
Ha cominciato a giocare nella squadra della sua città, il Noisy-le-Sec, militante nella quarta serie del campionato francese.
Nel 2006 si trasferisce al Marsiglia senza riuscire a esordire. Passa quindi al Bastia, giocando 39 partite in tre campionati di seconda serie.
Nel 2011 si trasferisce al Montréal Impact, squadra canadese militante nel campionato statunitense.
Il 28 novembre 2017, dopo aver trascorso le ultime stagioni al Montréal Impact, di cui una in NASL e le restanti sei in MLS, annuncia il proprio ritiro dal calcio giocato.

## Palmarès

### Club

#### Competizioni nazionali
- Canadian Championship: 2

Montreal Impact: 2013; 2014